# マリ・アルカティリ
マリ・アルカティリ（ポルトガル語: Marí bim Amude Alkatiri, 1949年11月26日 - ）は、東ティモール民主共和国の政治家。同国首相を2期務めた。
ポルトガル領ティモールの首都ディリのイスラム教地区であるアロール出身。東ティモール独立革命戦線（FRETILIN：フレティリン）書記長。ヴァレンベリ財団の名誉職。イエメン系アラブ人の家系で、東ティモールはカトリックが多数派であるが、アルカティリ自身はイスラム教徒である。

## 経歴
イスラム学校卒業後、ポルトガル政庁のリセ（中学校から高校に相当する）卒業。公認測量技師となったが、1970年に東ティモール解放運動を組織して活動を始め、アンゴラに留学。1974年、フレティリン創設に参加し、政治担当委員となる。そして、1975年11月28日に「東ティモール民主共和国」として独立宣言をした際には政治担当大臣へ就任した。1975年12月7日、インドネシアから侵攻されると、モザンビーク解放戦線（フレリモ）との関係が強かったためにモザンビークへ亡命し、法律を教えながら東ティモール独立のための外交努力を続けた。1999年、独立の是非をめぐる住民投票の直前に東ティモールへ帰国し、国連東ティモール暫定統治機構（UNTAET）下の第1次暫定政府において経済開発大臣となった。2001年8月に行われた制憲議会選挙では、フレティリンの書記長として88議席中55議席を獲得し、議会最大政党へと躍進させた。同年9月に発足した第2次暫定政府では首席大臣兼経済開発大臣となる。
2002年5月20日、東ティモール民主共和国が独立すると初代首相（開発・環境相兼任）となる。首相が実権を握る同国において、独善的な政治で内外から批判を集め、2006年に暴動やデモが発生した。これは、西部出身の兵士が東部出身の司令官から差別を受けたとして抗議を行ったが、アルカティリによって東ティモール軍の約半分に当たる600人が解雇されたことに端を発する。対立する兵士や警察の散発的な銃撃戦から武力抗争に発展し、5月に死者21名を出した。アルカティリはこの事態を受け、オーストラリア軍が中心の治安部隊を要請した。また、反政府勢力からの辞任を求める声も強くなったが、一旦はシャナナ・グスマン大統領がアルカティリと協議の上、軍の統帥権を握ってこれを拒否した。しかし、デモや暴動などが続いたため、2006年6月22日になってグスマン大統領がアルカティリへ辞任を迫り、拒否すれば翌日にグスマン自身が辞表を提出すると述べた。23日には、首都のディリでグスマンの続投とアルカティリの辞任を求める数千人規模のデモが起こった。アルカティリは与党フレティリンが求めるなら辞任もありうることを示唆したが、フレティリンはこれを即座に却下した。しかし、ジョゼ・ラモス＝ホルタ外務大臣ら2名の閣僚が抗議の形で辞任したため、26日にアルカティリは退陣した。
2007年6月30日に行われた議会選挙では、グスマン率いる東ティモール再建国民会議（CNRT）が議会第2党に躍進。アルカティリ自身は名簿順位2位で再選された。東ティモール独立革命戦線は辛うじて第1党を維持したが、65議席中21議席と大幅に議席を減らした。そこで、ジョゼ・ラモス＝ホルタ大統領は与野党による挙国一致内閣を目指したが、フレティリンはこれに異を唱えた。一旦は受け入れる姿勢を見せるも、数週間にわたって論争を繰り返した末に合意へは至らず、ジョゼ・ラモス＝ホルタ大統領は野党連合による連立政権の組閣を決定した。8月8日にグスマンが首相に就任したが、アルカティリは東ティモールの憲法に違反するとして、法的手段で闘うと述べた。このことを受け、フレティリンはジョゼ・ラモス＝ホルタ大統領の決定を非難している。
2017年9月14日にフランシスコ・グテレス大統領より次期首相に任命された。翌15日に政権発足。2018年6月22日に退任。
なお、独立を控えた2001年12月2日から4日の間にジョゼ・ラモス＝ホルタらと来日し、政府要人と独立へのプロセスや独立後のことについて協議した。また、2006年3月23日にも来日し、小泉純一郎首相と会談した。この時、日本の常任理事国入りを支持する姿勢を示した。